# Thu, hát cho người
Thu, hát cho người là một bài hát của nhạc sĩ Vũ Đức Sao Biển, sáng tác năm 1968. Đây là một bài hát gắn liền với tên tuổi của vị nhạc sĩ này.

## Hoàn cảnh sáng tác
—Vũ Đức Sao Biển
Vào những năm 60 của thế kỉ 20, tại vùng đất Quảng Nam có một người con gái tên là Hồ Thị Thu, tên thường gọi là Thu Chuẩn. Cô học Trường Trần Quý Cáp (Hội An, Quảng Nam), nằm trong ban C và mang trong mình một giọng hát hay. Trong trường, cô là hoa khôi. Có rất nhiều người phải xao xuyến vì vẻ đẹp của Thu, trong đó có nhạc sĩ Vũ Đức Sao Biển. Thu học dưới Sao Biển hai lớp. Cả hai sống cùng làng nên thường đi học chung. Họ cứ thế đi học cùng nhau trong khoảng thời gian 5 năm. Tên "Thu" là tên mà Sao Biển gọi cô và đó không phải tên thật. Năm 1966, Sao Biển đậu khoa Việt - Hán trường Sư Phạm, Viện Đại học Sài Gòn. Hai người mất liên lạc với nhau. Trong một lần từ Sài Gòn quay về Quảng Nam nhân dịp cha mất năm 1968, Sao Biển không gặp lại Thu nữa. Sau một hồi lang thang buồn bã trên đồi sim tím, Vũ Đức Sao Biển đã tức cảnh mà sáng tác ra bài hát Thu, hát cho người. Bài hát có mượn ý thơ Hoàng Hạc Lâu của Thôi Hiệu. Sau này, nhiều bản in ca khúc đã vô tình bỏ đi dấu phẩy ở sau chữ "Thu", dẫn đến việc hiểu lầm rằng "Thu" là một mùa trong năm chứ không phải là tên của một người con gái.
Năm 1968, nhạc phẩm được Anh Ngọc và Hà Thanh hát trên nền hòa âm của nhạc sĩ Trần Nhật Bằng và nhanh chóng phổ biến trên các đài phát thanh. Kể từ đó, Thu, hát cho người trở thành một trong bài tình ca kinh điển về mùa thu, đưa tên tuổi Vũ Đức Sao Biển gắn liền với nhạc phẩm.

## Các ca sĩ thể hiện
Thu hát cho người là ca khúc khó hát, nhưng có nhiều ca sĩ muốn chinh phục nó. Theo báo Quảng Nam, từ khi ra ra đời đến nay, bài hát đã được 92 ca sĩ thể hiện. Ngày nay, những người thể hiện thành công nhất có Quang Dũng, Bảo Yến, Lệ Thu, Ngọc Lan, Tuấn Ngọc và Bằng Kiều.

## Đánh giá
Bình luận về nhạc phẩm Thu, hát cho người, Lê Đức Dương trên báo Quáng Nam viết: "Thu, hát cho người" là một bài hát có giai điệu sang trọng, ca từ diễm lệ; câu chữ hợp lại thành ra như một bài Đường thi; hình ảnh chứa đựng nỗi hoài cảm thăm thẳm nơi tâm hồn của người nhạc sĩ đã từng yêu và sẽ yêu mãi mãi. Trên báo Đại Đoàn Kết, Đổ Anh Vũ dẫn lời một nhà thơ, nhận định bài hát là một bản thánh ca về tình yêu, một vẻ đẹp hình như chỉ có trong mơ, trong thơ Đường xưa thấp thoáng cánh hạc vàng thiên giới.